# Francesco Cataldo
Francesco Cataldo (Milano, 17 ottobre 1964) è un attore, doppiatore e conduttore radiofonico italiano.

## Biografia
Debutta come conduttore radiofonico quasi contemporaneamente alla nascita delle emittenti private, dapprima come ospite occasionale, poi dal febbraio 1977 (non ancora tredicenne) stabilmente come conduttore a Radio Onda Libera di Salerno, poi trasferitosi a Milano nel periodo 1981-82 con Radio Derby, quindi ai programmi di Radio Italia solomusicaitaliana dal 1982 al 1985.
La prima esperienza come doppiatore avviene nel telefilm Quincy con la direzione di Gianni Mantesi del quale l'anno successivo, nel 1985, diventa allievo per approfondire il proprio percorso professionale nella recitazione avviando contemporaneamente una collaborazione con la redazione di Radio 105 (fino al 1987) mentre prosegue la produzione in proprio di Musica e notizie un programma radiofonico varato nel 1981 e in onda tutti i giorni su oltre 100 emittenti italiane.
Torna a Radio Italia solomusicaitaliana nel 1993 come autore e conduttore di Radio Italia di Sera, una trasmissione basata sulla corrispondenza degli ascoltatori e le interviste ai maggiori interpreti della musica italiana che tra le 21:00 e mezzanotte trovavano ampio spazio per esporre quasi interamente il lavoro dei loro nuovi album, e nel 1996 ad Aulla è il presentatore della prima edizione del Premio Lunezia nato per premiare il valore letterario della canzoni italiane.
Nel 1999 fonda il sito Accadde Oggi con l'idea di racchiudere in una singola pagina una raccolta di eventi relativi alla giornata corrente avvenuti negli anni precedenti che diventa così il primo sito italiano dedicato ai fatti del giorno nel passato; da quello stesso anno e fino al 2006 collabora ai programmi di Radio 24 dove conduce I primi e gli ultimi un programma di classifiche musicali, di libri, dvd e cinema), quindi Amici di famiglia affrontando quotidianamente temi di spettacolo, lavoro, pensioni, sanità e fisco e contemporaneamente come voce dei notiziari del GR24.
Ancora con Radio Italia solomusicaitaliana e con Radio Italia TV come conduttore di Tra la musica a partire dal 2007, l'anno successivo recita nel film Amore, bugie e calcetto di Luca Lucini e in agosto alle Olimpiadi di Pechino 2008 conduce le serate di premiazione del CONI per i medagliati olimpici, ruolo che ricopre anche nel 2010 in occasione delle Olimpiadi invernali di Vancouver in Canada.
Nel 2012 come doppiatore diventa la voce italiana di Drew Scott, protagonista con il fratello Jonathan di Fratelli in affari (Property Brothers) in onda su Cielo, mentre nel 2016 è la voce narrante di Il terzo indizio di Rete 4 e nel 2021 diventa narratore per il pluripremiato podcast Lo strizzacervelli della porta accanto distribuito dalla piattaforma Amazon Music.

## Doppiaggio

### Film
- Marko Zaror in Savage Dog
- Dragomir Simeonov in Directions - Tutto in una notte a Sofia
- Doraid Liddawi in Giraffada
- Jordan Williams in Final Cut
- Samuel Streiff in Gli Svizzeri - Guillame Henri Dufour
- Soldato in I ponti di Sarajevo
- Prigioniero anziano in Clash (Eshtebak)
- Fuggiasco in Sniper: Homeland Security
- Rhys Wyn Trenhaile in My perfect romance

### Serie televisive
- Drew Scott in Girls5eva
- Ville Myllyrinne in Deadwind
- David Figlioli in Murder in the First
- Adam Lustick in Adam ruins everything
- Antonio Alcalde in Una vita
- Kristen Holden-Ried in Vikings
- Infermiere in Quincy
- Contadino in Flying doctors - Dottori con le ali

### Programmi televisivi
- Drew Scott in Fratelli in affari
- Tyler Florence in The great food truck race
- Aaron McCargo in Bar da incubo
- Vincent Di Martino in American Chopper
- Jeff Corwin in King of the jungle
- Chris Hansen in Predator raw
- Luke Nguyen in Masterchef Australia
- Jay Huxley in Masterchef Australia 3
- Jordan Butler in Meccanici allo sbando
- Scott McMillan in Meccanici allo sbando
- Ryan Sutter in The Bachelor - Tutte per uno
- Narratore in Smash Lab
- Narratore in Effetto Rallenty
- Narratore in The biggest loser - Sfida all'ultimo chilo
- Narratore in Junior Masterchef Australia
- Narratore in Prototipi da strapazzo
- Narratore in Ultimate power builders
- Narratore in Property Wars - Discovery
- Narratore in Adrenalina pura - SkyUno
- Narratore in Affari a tutti i costi - DMax
- Narratore in Il terzo indizio - Rete 4

### Animazione
- Campari in Dragon Ball Super

### Podcast
- Narratore in Lo strizzacervelli della porta accanto - Amazon music
- Narratore in Accadde Oggi, i fatti del giorno nella storia - accaddeoggi.it[1]

### DVD
- Narratore in Viaggio nel sistema solare
- Narratore in La conquista della spazio
- Narratore in I record degli animali
- Narratore in Red Bull Tops 2011
- Narratore in Salviamo il Pianeta Terra
- Narratore in Com'è fatto
- Narratore in Incredibile, ma vero!

### Videogiochi
- Voce radio in Borderlands 2
- Vari personaggi in Mass Effect 3, Starhawk, Far Cry 3, Thief[2]
- Urgot e Xin Zhao in League of Legends
- Pirata in Assassin's Creed IV: Black Flag
- Javed in Diablo III[3]
- Ash Williams (Ash bundle operatore) in Call of Duty

## Radio

### Conduttore
- Radio Onda Libera (Salerno) - 1977-78
- Radio Panorama Salerno - 1978-79
- Radio Salerno 1 - 1979-80
- Radio Onda Libera (Salerno) - 1980-80
- Radio Line 88 (Locate Triulzi) - 1980-81
- Radio Derby Milano - 1981-85
- Radio Italia solo musica italiana - 1982-85
- Radio 105 (redazione e notiziari) - 1985-87
- Radio Italia solo musica italiana - 1993-1998
- Radio 24 ("Gr24" "Amici di famiglia" "I primi e gli ultimi") - 1999-2006
- Radio Italia solo musica italiana - 2007-

## Televisione

### Conduttore
- FM TV - Odeon TV 1996-97
- Tra la musica - Radio Italia TV 2007-2009

### Attore
- Fattore umano (Il manipolatore - Mentire per andare in tv) - Italia 1 2015[4]
- Padrone di casa in Dottore di plastica (webserie, episodio Natale di Plastica) di Edoardo Montrasio; regia di Fred Cavallini (2017)[5]

## Cinema

### Attore
- Portiere in Amore, bugie e calcetto di Luca Lucini
- Third Person, regia di Paul Haggis (2013)